# Kalvebodbroerne
Kalvebodbroerne er en fast forbindelse åbnet 1987 mellem Sjælland og Amager via en kunstig ø, Skrædderholmen. Det er en motorvejsforbindelse (del af europavejen E20/Amagermotorvejen), men der er også en stiforbindelse for cyklister og fodgængere.
Forbindelsen består af to vestlige broer (Sorterendebroerne) fra Sjælland til Skrædderholmen samt to østlige broer (Kalvebodbroerne) fra Skrædderholmen til Amager.
- Længde: 241 + 150 meter
- Bredde: 18 + 14,5 meter
- Gennemsejlingshøjde: 16 meter
- Gennemsejlingsbredde: 35 meter
- Byggeperiode: 1982 – 1987
- Indvielsesdato: 6. august 1987
- Bilspor: 6 (oprindeligt åbnet med 4 spor. Ændret til 6 spor i 1994
- Togspor: ingen
- Cykelstier: 1 fællessti langs de sydlige broer
- Fortove: ingen

## Trafik
I 2018 havde Kalvebodbroerne ifølge Vejdirektoratet en gennemsnitlig døgntrafik (ÅDT) på 115.965 køretøjer. På hverdage i 2018 passerede i gennemsnit 127.425 køretøjer. Den dag med mest trafik var fredag den 8. juni, hvor 143.080 køretøjer passerede broerne.